# ۹۱۶ (میلادی)
۹۱۶ (میلادی) نهصد  و شانزدهمین سال تقویم میلادی است.

## درگذشتگان
‎